# Blade Runner 2099
Blade Runner 2099 és una propera minisèrie de televisió de ciència-ficció britànica-estatunidenca creada per a Amazon Prime Video. És una entrega de la franquícia Blade Runner, que serveix com a seqüela de les pel·lícules Blade Runner i Blade Runner 2049.
El novembre de 2021, Ridley Scott va anunciar que s'havia escrit un pilot per a un spin-off de televisió de Blade Runner i plans inicials per a deu episodis. El febrer de 2022, es va revelar el títol de la sèrie Blade Runner 2099 i s'estava desenvolupant per a Amazon Prime Video. Silka Luisa estava escrivint i produint, amb guionistes addicionals per incorporar-se. Es va considerar Ridley Scott com a director en la fase de desenvolupament. Amazon la va encarregar com a minisèrie el setembre de 2022 i Tom Spezialy es va unir com a productor executiu d'escriptura. Jeremy Podeswa va ser contractat per a produir executiu i dirigir l'episodi pilot el març de 2023.